# Alphonse V (roi de Portugal)
Pour les articles homonymes, voir Alphonse V.
Alphonse V, surnommé « l'Africain » en raison de ses conquêtes au nord de l'Afrique, né le 15 janvier 1432 à Sintra et mort dans la même ville le 28 août 1481, est le douzième roi de Portugal et troisième souverain de la dynastie d'Aviz du 9 septembre 1438 jusqu'à sa mort. Il succède à son père en 1438, à la suite du décès de celui-ci.

## Jeunesse et régence

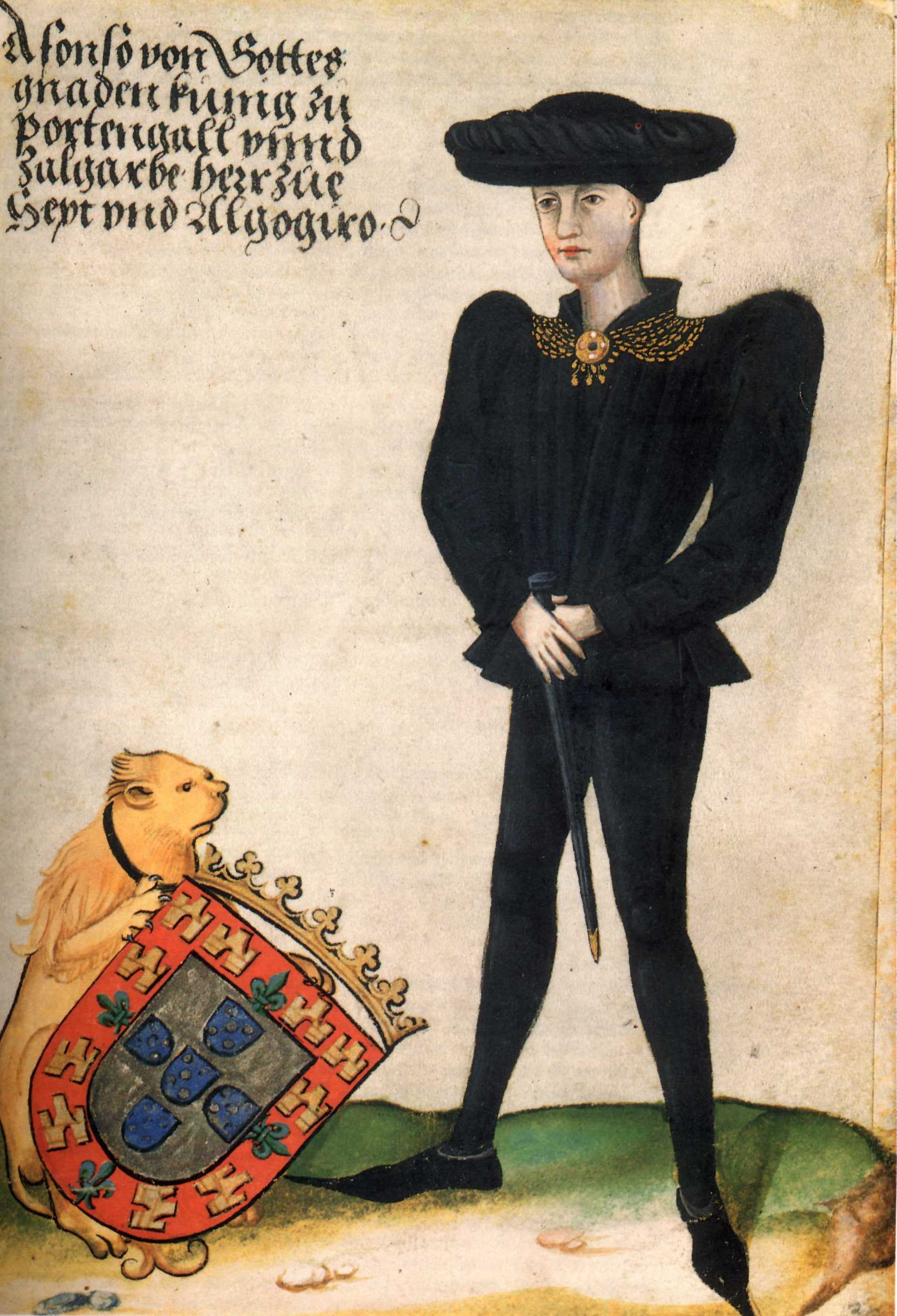
Portrait du roi Alphonse V, dans lItinerarium de Georg von Ehingen, vers 1470.

Il est le fils du roi Édouard Ier de Portugal et de son épouse Éléonore d'Aragon. Alphonse n'a que 6 ans à la mort de son père qui a désigné sa femme, Éléonore d'Aragon, comme régente ,. Ce choix est très impopulaire car la reine est étrangère et, après diverses péripéties, dont une tentative de corégence, la municipalité de Lisbonne lui préfère Pierre, duc de Coimbra, frère du défunt . Les autres assemblées du pays confirment ce choix, et Pierre obtient définitivement la régence .
Le nouveau régent tente de limiter le développement des grandes maisons aristocratiques, véritables royaumes dans le royaume, et de concentrer le pouvoir dans les mains du roi. Sous son administration, le pays connaît une période de prospérité économique mais le climat politique se dégrade et la noblesse complote. En 1442, à l'âge de 10 ans, le roi épouse sa cousine Isabelle, la fille de Pierre, ce qui conforte la position du régent mais la même année il nomme son oncle Alphonse duc de Bragance . Avec ce titre, ce rival du régent devient l’homme le plus puissant du Portugal et l'un des plus riches d'Europe.
Lorsqu'Alphonse atteint ses 14 ans, âge légal pour régner, il maintient son oncle Pierre dans ses fonctions de régent. Celui-ci est alors accusé de vouloir confisquer le sceptre à son profit. Ses opposants finissent par convaincre le roi qui, le 9 juin 1448, annule la régence et assume seul le pouvoir. Le roi annule toutes les décisions prises sous la régence et, sous un prétexte, déclare le duc de Coimbra rebelle . Il s'ensuit un conflit armé qui coûte la vie à Pierre à la bataille d'Alfarrobeira le 20 mai 1449 . Ainsi meurt selon l'Illustre génération, « Le plus remarquable prince ».

## Règne personnel

### Mise en ordre du royaume

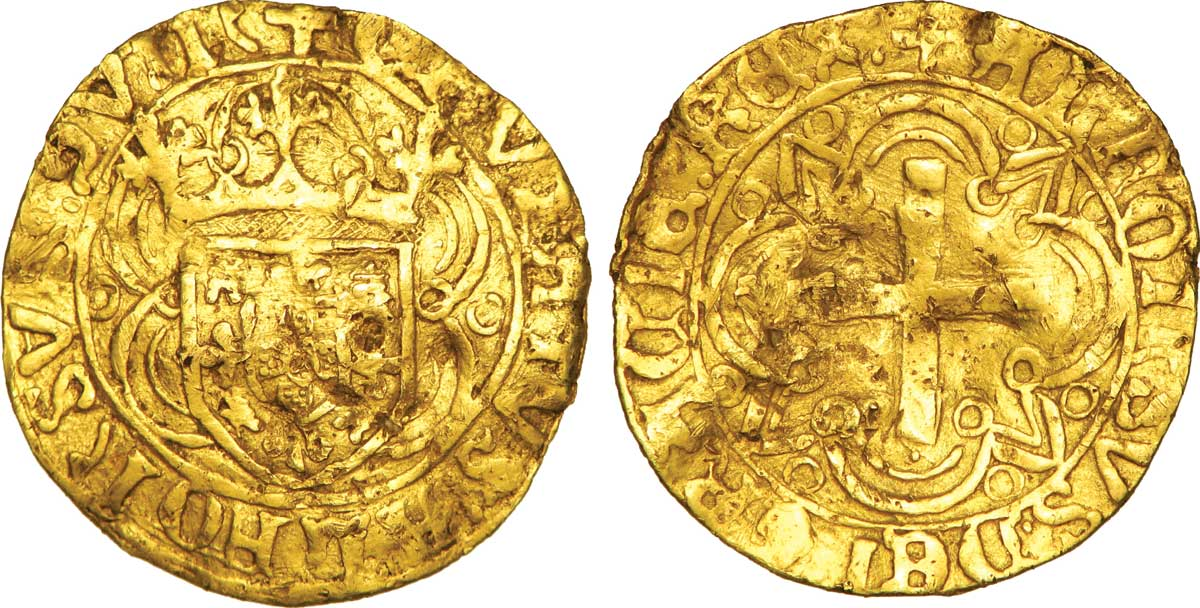
Cruzado d'Alphonse V dit l'Africain. Description avers : écu du Portugal brochant sur une croix tréflée et cantonnée de quatre tours ; l’écu est accosté de quatre annelets. Traduction avers : cruzado d’Alphonse V.

Le règne d'Alphonse V voit l'aboutissement d'un ancien projet de compilation et modernisation des lois qui régissent le royaume de Portugal. Ces lois sont nombreuses et émanent de diverses sources (chartes médiévales, décrets monarchiques, droit canon), si bien que la dispersion juridique est très grande. Le travail est initié sous le règne de Jean Ier sous la conduite de João Mendes, puis continué, après la mort de ce dernier, par Rui Fernandes sous le règne d'Édouard Ier, sous la régence et sous le règne d'Alphonse V.
Le résultat est publié en 1446 sous le nom d'Ordenações do Senhor Rei Afonso V. Il n'y a pas de division systématique par sujets ; ce n’est donc pas un code. Sa structure n’est pas basée sur les objectifs des textes mais bien sur leur origine. Une préséance est établie en cas de conflit : dans l’ordre, viennent d’abord les lois générales de la nation, ensuite les lois canoniques et, enfin, les lois romaines ,.

### Un roi cultivé
Alphonse V a l’érudition dans le sang. Il n’écrit pas d’œuvres originales, comme Édouard ou Pierre, mais il forme une bibliothèque et favorise la littérature. En cela, il est un exemple. Selon le chroniqueur Rui de Pina, c'est un roi très cultivé qui écrit sur l'astrologie, les mathématiques, l'alchimie, la chevalerie et qui est également musicien, laissant derrière lui une œuvre très importante pour l'époque .

### La poursuite des découvertes

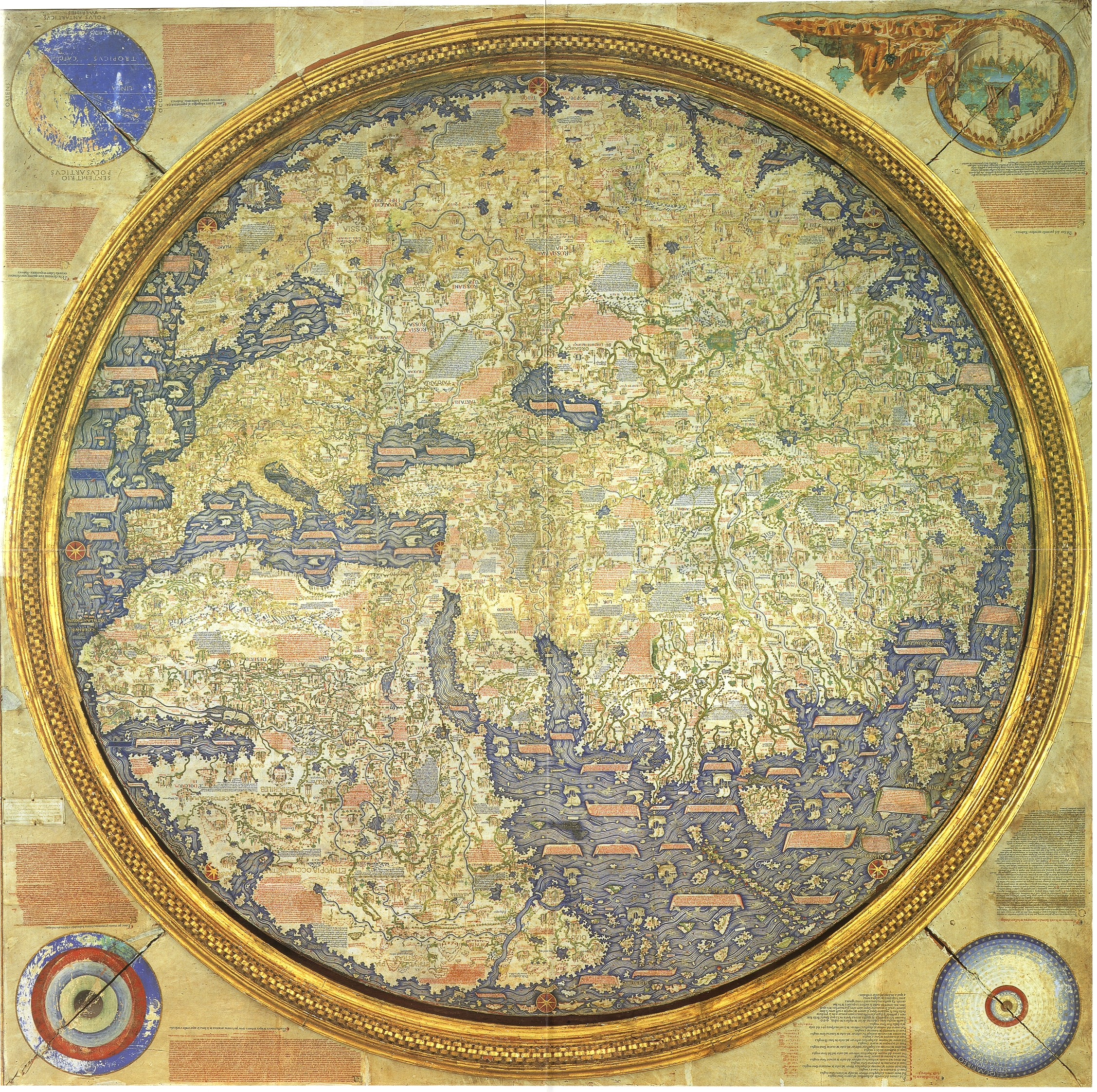
Une copie de la carte de Fra Mauro est commandée par le roi Alphonse V en 1457. Achevée le 24 avril 1459, elle est envoyée au Portugal avec une lettre au prince Henri le Navigateur, oncle du roi, l'encourageant à financer des voyages d'exploration. L'original d'Andrea Bianco est conservé à la Bibliothèque Marciana de Venise.

À partir de 1440, sous l'influence de l'infant Henri le Navigateur, oncle d'Alphonse V, les expéditions maritimes reprennent :
- De 1441 à 1445, Antão Gonçalves réalise trois voyages au sud du Cap Boujdour et ramène du Río de Oro les premiers Noirs débarqués au Portugal, initiant la traite négrière. En récompense de cet acte de « bravoure », Antão est armé chevalier par Nuno Tristão, le capitaine-mor de l’expédition [14];
- en 1445, Lançarote de Lagos, Gonçalo de Sintra et Dinis Dias atteignent le cap Vert, João Gonçalves Zarco accoste sur l’île de Gorée et au cap des Mats (aujourd'hui cap de Naze au Sénégal) et João Fernandes ouvre le premier comptoir sur l’île d’Arguin, au sud du cap Blanc [15];
- en 1479, le traité d’Alcáçovas réserve les îles Canaries à la Castille et les archipels de Madère, des Açores et du cap Vert, au Portugal. Le royaume portugais reçoit également le droit de conquérir Fez et le commerce exclusif avec la Guinée [16],[17],[18].

### Conquêtes au Maroc

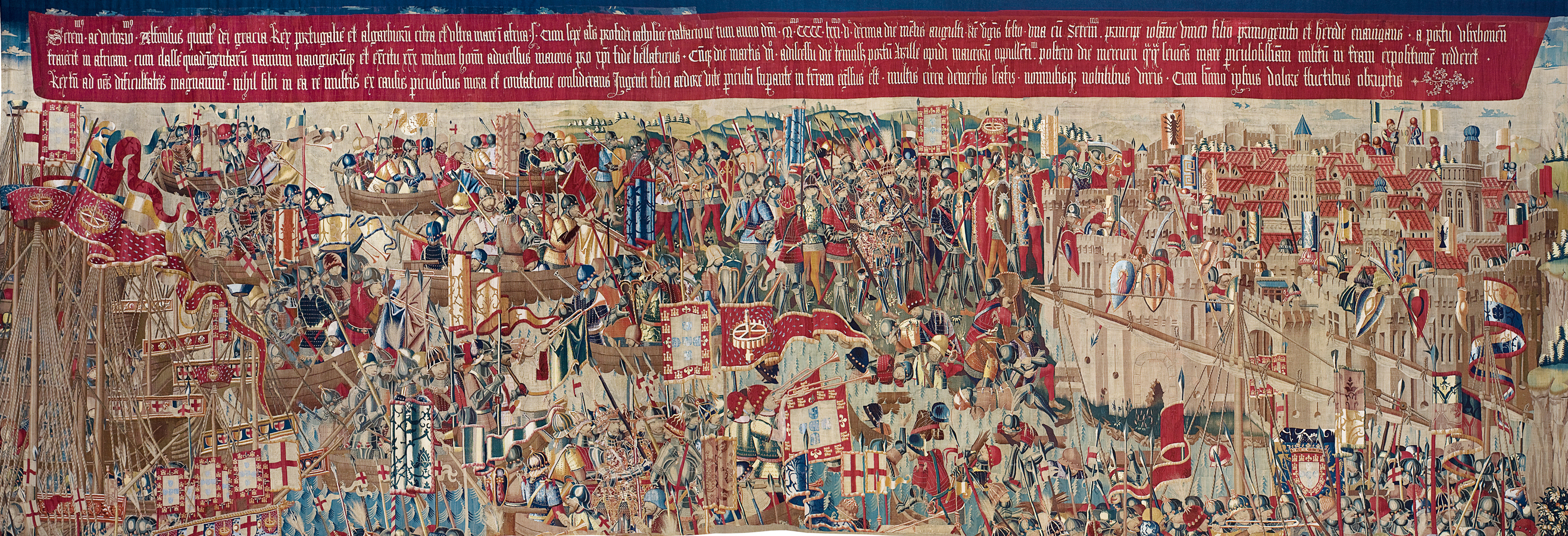
Débarquement à Assilah en 1471

La chute de Constantinople, le 29 mai 1453, a été un événement traumatisant pour le monde chrétien suscitant des appels à la croisade . Alphonse V rassemble ses troupes mais les autres monarques occidentaux ne répondent pas à l’appel . Le roi lance alors ses hommes dans la conquête du Maroc. Rapidement, les Portugais s’emparent de Ksar Sghir en 1458 mais échouent une nouvelle fois dans la prise de Tanger en 1463 ,. Cependant, ils réussissent la conquête d'Assilah en 1471 qui voit la prise de cette ville très peuplée et prospère le 24 août, alors que Tanger se rend sans combattre le 29 .

### La crise de succession en Castille

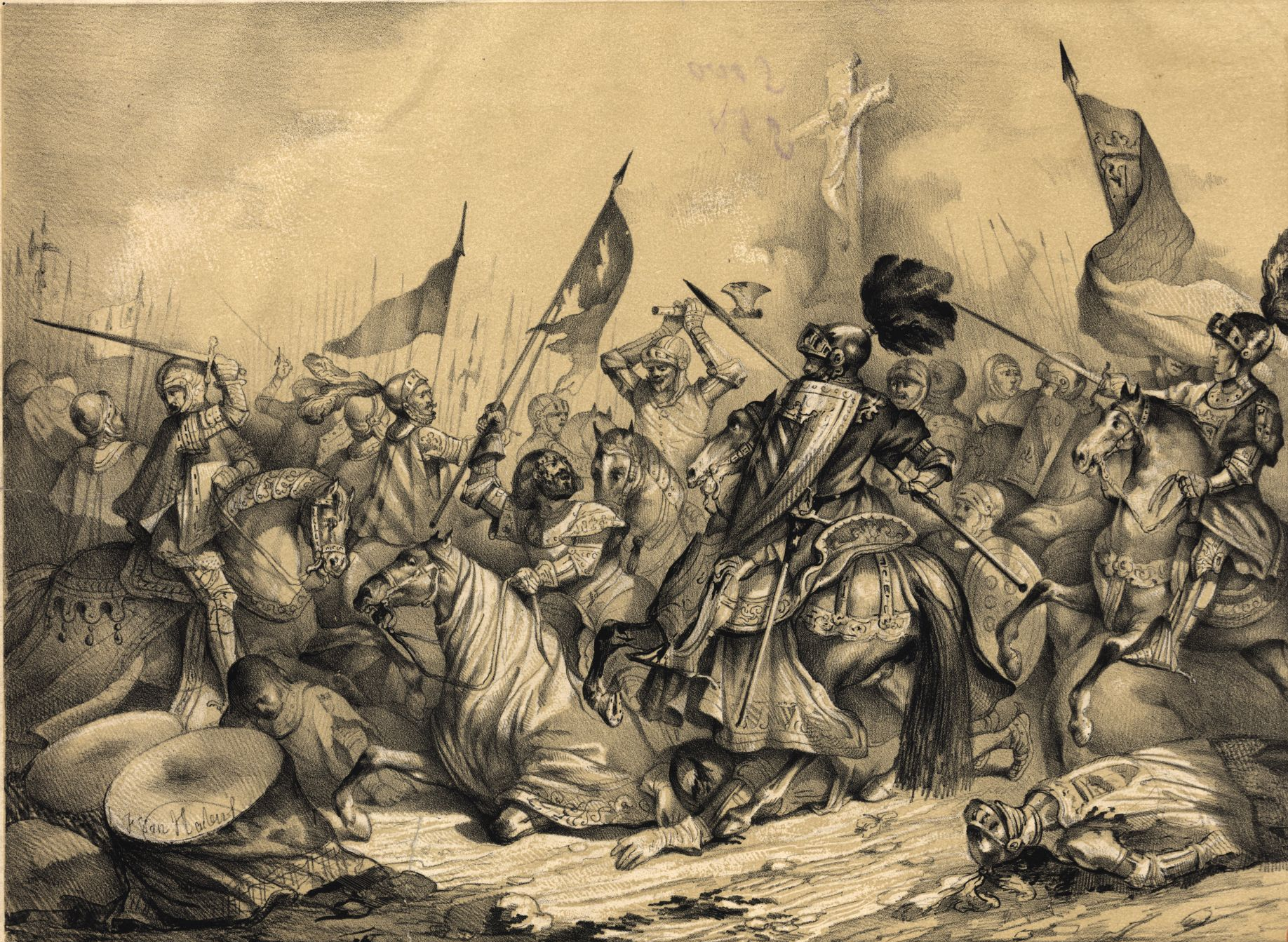
Bataille de Toro, Album Rejio, par Francisco de Paula van Halen

Le roi Henri IV de Castille a épousé en secondes noces, Jeanne de Portugal, fille posthume du roi Édouard Ier de Portugal. De cette union est née la princesse Jeanne de Castille, seconde épouse d'Alphonse V. La légitimité de Jeanne au trône de Castille est contestée par la sœur d’Henri IV, Isabelle la Catholique, épouse de Ferdinand II d'Aragon. La mort d’Henri IV en 1474 déclenche la guerre de succession au trône de Castille. Pour faire valoir les droits de sa femme, Alphonse V envahit le royaume de Castille, soutenu par le roi de France, Louis XI ,. L'offensive portugaise en Castille échoue, face aux Rois catholiques, à la suite de l'indécise bataille de Toro en 1476 . Cette défaite est due en grande partie à la défection des castillans Jeannistes, inquiets de l'alliance d'Alphonse V avec des puissances étrangères comme le royaume de France .

## Abdication et fin de règne
Alphonse V se rend à Tours auprès du roi Louis XI et abdique temporairement en faveur de son fils Jean ,.

Le roi portugais profite de ce séjour en France pour effectuer des visites . Il semble que son voyage a des objectifs politiques avec pour destination Perpignan (cathédrale Saint-Jean-Baptiste) où Jean II d'Aragon est apprécié par les habitants ainsi que Nancy (Commanderie de Saint-Jean) où il s'entretient avec Charles le Téméraire, cousin par sa mère. La route est dangereuse car un certain nombre de villes, comme Lyon et Reims, subissent la peste . Louis XI charge le bailli d'Évreux de l'accompagner : 

« De par le roy. Chiers et bien amez, vous avez bien sceu comme tres hault et tres puissant prince nostre tres chier et tres ame frere, cousin et allie le roy de Castille, de Leon, de Portugal, est venu devers nous, dont avons este et fuymes tres joyeulx, et s'en va presentement en aucuns pellerinages, esquelx faisant, luy conviendra passer par vous, et pour le conduire et faire recevoir honnestement, envoyons avec luy nostre ame et feal conseillier et chambellain le seigneur de Genly, nostre bailly d'Evreux et cappitaine de Rouen. Sy volons et vous mandons tres expressement et neantmoins prions bien acertes, que vous vous preparez de recevoir nostre dict frere et allye et luy faire tout l'onneur et bonne recepcion que vous porrez, tout ainsy que feriez a nostre personne propre, tellement qu'il ayt cause de s'en louer. Et sur ce vueilliez [croire] et faire ce que ledict sieur de Genly vous dira, comme se nous mesmes le vous disions. Donne au Plessis du Parc [-lèz-Tours], le XIIe jour de novembre [1476]. LOYS. BASTART. A noz chiers et bien amez les lieutenans, bourgoys, manans et habitans de nostre ville de Reims. »

Son cousin Charles le Téméraire meurt peu après, lors de la bataille devant Nancy le 5 janvier 1477. Au début du mois de mai, Alphonse V arrive à Arras, ville en ruine, afin de rejoindre Louis XI qui y séjourne pour la campagne. En s'apercevant de la situation dégradée, le roi de Portugal décide de retourner dans son royaume.
En attendant que sa flotte arrive, il demeure à Rouen pendant l'Été . En septembre, le roi rédige son testament à Honfleur, en rendant hommage à Notre-Dame de Grâce chaque matin. Finalement, il y embarque puis arrive au Portugal le 15 novembre 1477 où il réussit à reprendre son trône.

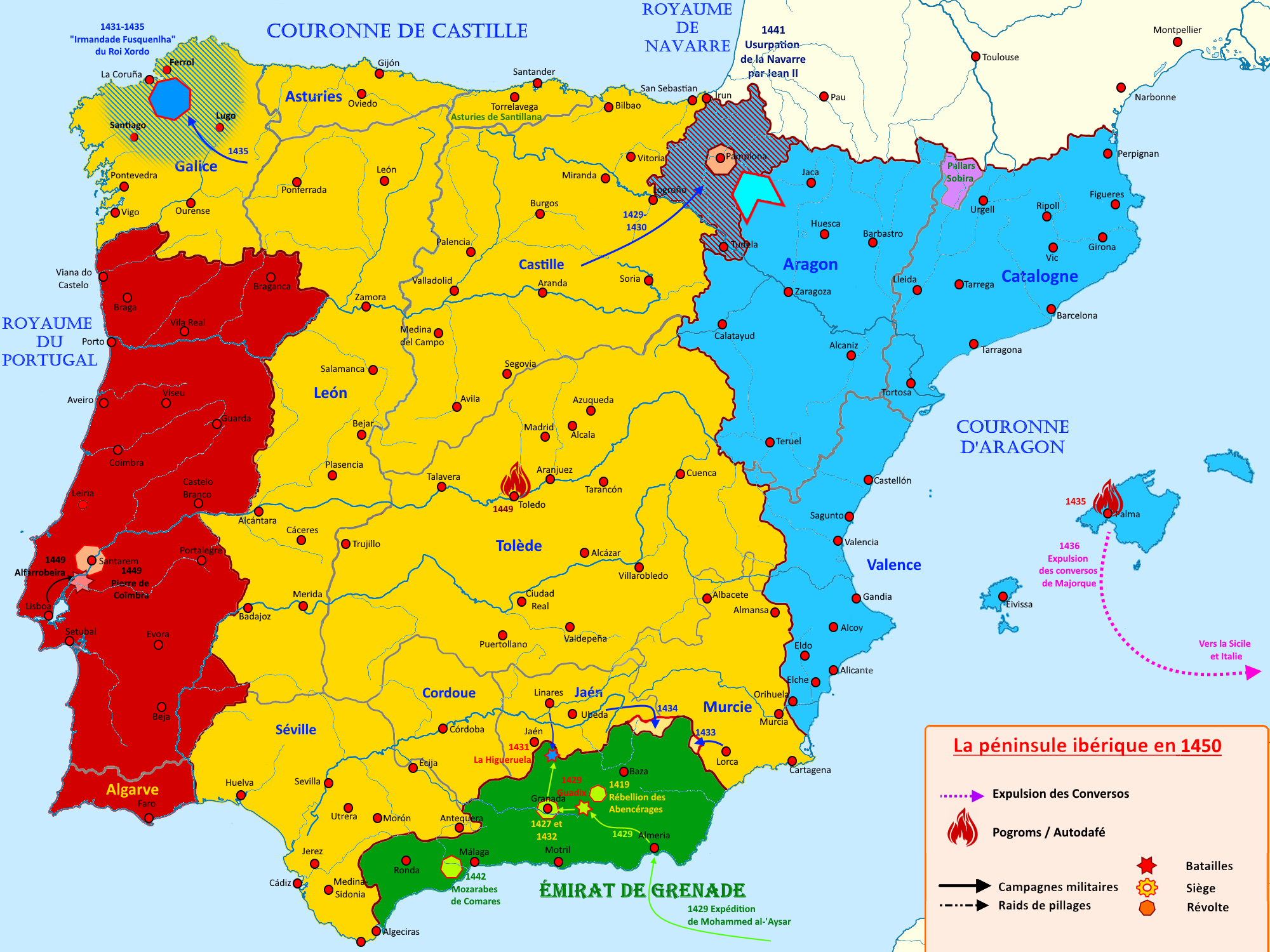
Le royaume du Portugal de 1410 à 1450
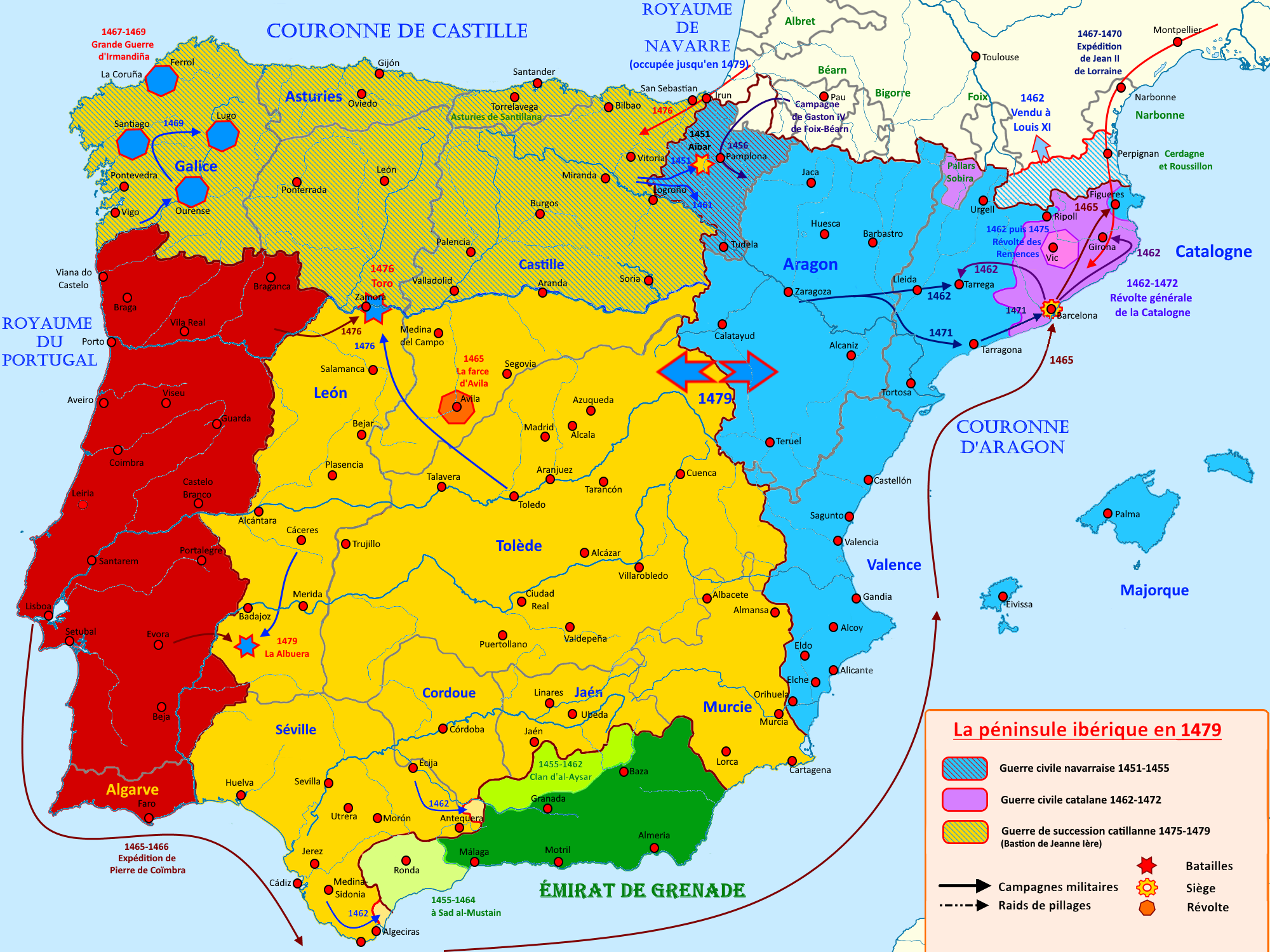
Le royaume du Portugal de 1450 à 1479

Le 4 septembre 1479, un traité est signé à Alcáçovas par lequel le roi du Portugal renonce à la couronne de Castille et à son mariage avec Jeanne de Castille ,,. Le futur roi Jean II de Portugal parvient à faire la paix avec ses voisins avec un projet de mariage entre son fils Alphonse et Isabelle d'Aragon, héritière de Castille. La princesse Jeanne de Castille finit ses jours dans un couvent , et Alphonse V meurt de la peste le 28 août 1481 . Il est inhumé dans le monastère de Batalha, chapelle du fondateur de style gothique flamboyant .

## Mariages et descendance
- Première épouse, Isabelle de Coimbra, princesse de Portugal (1432-1455) et fille de Pierre de Portugal, oncle d'Alphonse V – mariage le 6 mai 1447 - avec qui il a trois enfants [33]:
  - Jean, prince de Portugal (29 janvier-février 1451) [34];
  - Jeanne, princesse de Portugal (1452-1490) ;
  - Jean II, roi de Portugal (1455-1495).
- Deuxième épouse, Jeanne de Castille, dite la Beltraneja, princesse de Castille (1462-1530) – mariage en 1475 - avec qui il n'a aucun descendant.

## Titre complet
Roi de Portugal et des Algarves, de chaque côté de la mer en Afrique par la grâce de Dieu.